# Míla Myslíková
Míla Myslíková (eigentlich Bohumila Myslíková; * 14. Februar 1933 in Třebíč; † 11. Februar 2005 in Prag) war eine tschechische Schauspielerin.

## Leben
Míla Myslíková wurde als Tochter einer Schneiderin für Theater und Kostüme geboren, über diesen Umweg kam sie schließlich ins Schauspielgeschäft. Sie besuchte die Schauspielschule JAMU in Brno und arbeitete zunächst als Theaterschauspielerin. Ihren ersten Film Der beste Mensch drehte sie 1954 im Alter von 21 Jahren. In den folgenden Jahrzehnten wurde sie zu einer erfolgreichen Charakterdarstellerin bei Bühne und Film, vor allem in bodenständigen Rollen. Bis 1995 hatte Myslíková fast 120 Film- und Fernsehauftritte, darunter ihre in Deutschland wohl bekannteste Rolle als die strenge, aber gutherzige Küchenchefin in Drei Haselnüsse für Aschenbrödel. Mit Wie füttert man einen Esel trat sie 1974 auch in einer deutschen Produktion auf. 
In den 1990er Jahren widmete sie sich mehr und mehr der Schriftstellerei, es entstanden einige in Tschechien erfolgreiche Kinderbücher. Myslíková, die nie verheiratet war und keine Kinder hatte, litt die letzten Jahre ihres Lebens unter der Parkinson-Krankheit und starb 2005 mit 71 Jahren.

## Filmografie (Auswahl)
- 1954: Der beste Mensch (Nejlepsi clovek)
- 1960: Bei uns in Mechov (U nás v Mechově)
- 1961: Haus ohne Sonne (Kde řeky mají slunce)
- 1963: Drei Mann unter einem Dach (Tři chlapi v chalupě)
- 1964: Die Hofnarrenchronik (Bláznova kronika)
- 1967: Im Zeichen des Krebses (Znamení raka)
- 1968: Ein launischer Sommer (Rozmarné léto)
- 1968: Der Leichenverbrenner (Spalovač mrtvol)
- 1971: 1:0 für Jitka (Metráček)
- 1972: Das Mädchen auf dem Besenstiel (Dívka na koštěti)
- 1973: Drei Haselnüsse für Aschenbrödel (Tři oříšky pro Popelku)
- 1973: Das Tal der fröhlichen Frösche (Udolí krásných zab)
- 1974: Wie füttert man einen Esel
- 1974: Wie soll man Dr. Mráček ertränken? oder Das Ende der Wassermänner in Böhmen (Jak utopit doktora Mráčka aneb Konec vodníků v Čechách)
- 1974: Mädchen aus Porzellan (Holky z porcelánu)
- 1976: Das einsame Haus am Waldesrand (Na samotě u lesa)
- 1977: Wie wäre es mit Spinat? (Což takhle dát si špenát)
- 1977: Unsere Geister sollen leben! (At zijí duchové)
- 1981: Das Geheimnis der Burg in den Karpaten (Tajemství hradu v Karpatech)
- 1981: Wie die Welt um ihre Dichter kommt (Jak svět přichází o básníky)
- 1983: Vom tapferen Schmied (O statečném kováři)
- 1985: Heimat, süße Heimat (Vesničko má středisková)
- 1986: Rosa Luxemburg
- 1986: Wachtmeister in Nöten (Není sirotek jako sirotek)
- 1987: Wie Poeten das Leben genießen (Jak básníkům chutná život)
- 1993: Das Ende der Dichter in Böhmen (Konec básníků v Čechách)